# Aloe adigratana
Aloe adigratana ist eine Pflanzenart der Gattung der Aloen in der Unterfamilie der Affodillgewächse (Asphodeloideae). Das Artepitheton adigratana verweist auf das Vorkommen der Art bei Adigrat in Äthiopien.

## Beschreibung

### Vegetative Merkmale
Aloe adigratana wächst stammbildend und verzweigend. Aufrechte Stämme werden bis zu 1 Meter lang, niederliegende erreichen eine Länge von bis zu 2 Meter. Ihr Durchmesser beträgt 12 Zentimeter. Die 16 bis 20 ausgebreiteten und zurückgebogenen, schwertförmigen Laubblätter bilden Rosetten. Die trübgrüne, hellgrün gefleckte Blattspreite ist 60 bis 80 Zentimeter lang und 15 Zentimeter breit. Die stechenden Zähne am Blattrand sind 10 Millimeter lang und stehen 25 bis 30 Millimeter voneinander entfernt. Der Blattsaft ist trocken tiefbraun.

### Blütenstände und Blüten
Der Blütenstand besteht aus drei bis fünf Zweigen und erreicht eine Länge von 90 Zentimeter. Die dichten, zylindrisch-konischen Trauben sind 15 bis 20 Zentimeter lang und 8 bis 9 Zentimeter breit. Die deltoiden Brakteen weisen eine Länge von 8 Millimeter auf und sind 3 Millimeter breit. Die orangefarbenen oder gelben, keulenförmigen Blüten stehen an 18 Millimeter langen Blütenstielen. Die Blüten sind 28 bis 33 Millimeter lang und an ihrer Basis verschmälert. Auf Höhe des Fruchtknotens weisen die Blüten einen Durchmesser von 6 Millimeter auf. Ihre äußeren Perigonblätter sind auf einer Länge von 14 bis 16 Millimetern nicht miteinander verwachsen. Die Staubblätter und der Griffel ragen 5 bis 6 Millimeter aus der Blüte heraus.

## Systematik und Verbreitung
Aloe adigratana ist in Äthiopien in der Provinz Tigray westlich von Adigrat auf felsigen Hügeln in Höhen von 1800 bis 2700 Metern verbreitet. Die Art ist nur aus dem Gebiet des Typusfundortes bekannt.
Die Erstbeschreibung durch Gilbert Westacott Reynolds wurde 1957 veröffentlicht.
Synonyme sind Aloe abyssinica Hook.f. (1900, nom. illeg. ICBN-Artikel 53.1) und Aloe eru var. hookeri A.Berger (1908).

## Nachweise